# Kötschau (Adelsgeschlecht)
Den Namen von Kötschau teilen sich drei verschiedene Adelsfamilien, die im Merseburger Raum beheimatet waren.

## Geschichte

Wappen derer von Kötschau an der Geisel

Es gibt drei verschiedene, nicht verwandten Familien mit unterschiedlichen Wappen. Sie werden in der Literatur ständig durcheinandergebracht und mit namensverwandten Familien verwechselt.
Die einzelne Herkunft der Familien ist nicht bekannt.
Erstmals wurde laut einer Urkunde des Altenburger Urkundenbuches vom 21. Juli 1172 des Kaisers Friedrich I. über den Schutz des Klosters Pegau ein Cumbertus und dessen Bruder Henricus de Cotsowe (Gumpert und sein Bruder Heinrich von Kötzschau) als Zeugen erwähnt. Dies ist zugleich die Erstnennung des Ortsnamens Kötzschau. 1174 tritt Henricus de Cocsouhe als Zeuge für eine Schenkung des Merseburger Bischofs an das Pegauer Kloster erneut auf. 1183 schenkte Henricus de Kotisowe und 1205 Albertus de Cotzowe dem Kloster Altzella (bei Nossen) mehrere Hufen Landes. Danach gehörte von 1230 bis 1244 ein jüngerer Gumpert de Kozowe als Domherr und 1234 ein Lampertus de Cozowe als Kanonikus dem Naumburger Domkapitel an.

## Kotzschen, auch Kötschau geschrieben
saßen auf Geiselröhlitz, Neumark, Klobichau, Etzelshayn und Obhausen. Ob der Herkunftsort hier Kötzschen, ein westlich liegender Ortsteil von Merseburg, hier in Frage kommt, ist nicht gesichert.

Wappen derer von Kötschau auf Kötzschau

### Wappen
Die Familie führte auf Rot einen silbernen mit drei grünen Lindenblättern aufwärts belegten Schrägrechtsbalken. Auf dem Helm zehn schwarze Hahnenfedern. Die Decken sind rot und silbern. Sie waren wappenverwandt mit den von Zweimen. Eine Stammesverwandtschaft ist bisher noch nicht belegt. Die Linie auf Mittelröhlitz führte im Schrägrechtsbalken einen laufenden Widder. Auf dem Helm ein wachsender Widder. Abweichend hiervon zeigt im Schrägrechtsbalken ein Siegel von 1419 drei Pfeilspitzen und ein Siegel von 1470 drei Glocken oder Rammen.

Wappen derer von Kötschau auf Dölzig

## von Kötschau
Laut Johann Heinrich Zedler ist es die Familie, die aus Kötzschau stammt. Leider sind auch in seiner Beschreibung Fehler. Von 1430 bis 1718 war Schafstädt ihr Stammgut, mit dem sie 1448 vom Merseburger Bischof Johannes von Bose († 1463) belehnt wurden. Ihr anderes Stammgut war Körbisdorf. Weitere Güter hatten sie in Langeneichstädt, Dölkau, Oberschmon, Ilmersdorf, Piskaborn und Soolgüter zu Groß Salze.

### Wappen
Sie führten auf Blau einen schwarzen Wolfskopf mit blutig abgehauenem Halse. Auf dem Helm das Motiv. Die Decken sind blau und silbern.

### Namensträger
- Emanuel Friedrich von Kötzschau (1666–1736), dänischer Oberlanddrost der Grafschaft Delmenhorst

## von Kötschau, auch Közschau, Kötschemer geschrieben
Sie waren Herren auf Groß-Dölzig von 1467 bis 1565, auf dem Rittergut Klein-Dölzig von 1489 und 1530, Klein Lauchstedt, Kriegstedt bis ins 15. Jh. und Schloss Bündorf.

### Wappen
Das Geschlecht führte auf Blau einen weißen Sparren, der von drei goldenen Äpfeln begleitet wird. Auf dem Helm ein Pfauenschwanz. Die Decken sind blau und silbern. Der sich in Fuldaische auf Schloss Buttlar gewendete Familienzweig führte ein schwarzes Schild mit einem von Gold und Rot übereck geteilten Sparren, der oben von zwei und unten einen von Gold und Rot gespaltenen Apfel begleitet. Auf dem Helm fünf Straußenfedern abwechselnd schwarz und golden. Die Helmdecken sind schwarz und golden.